# بطيخ أحمر (رمز)

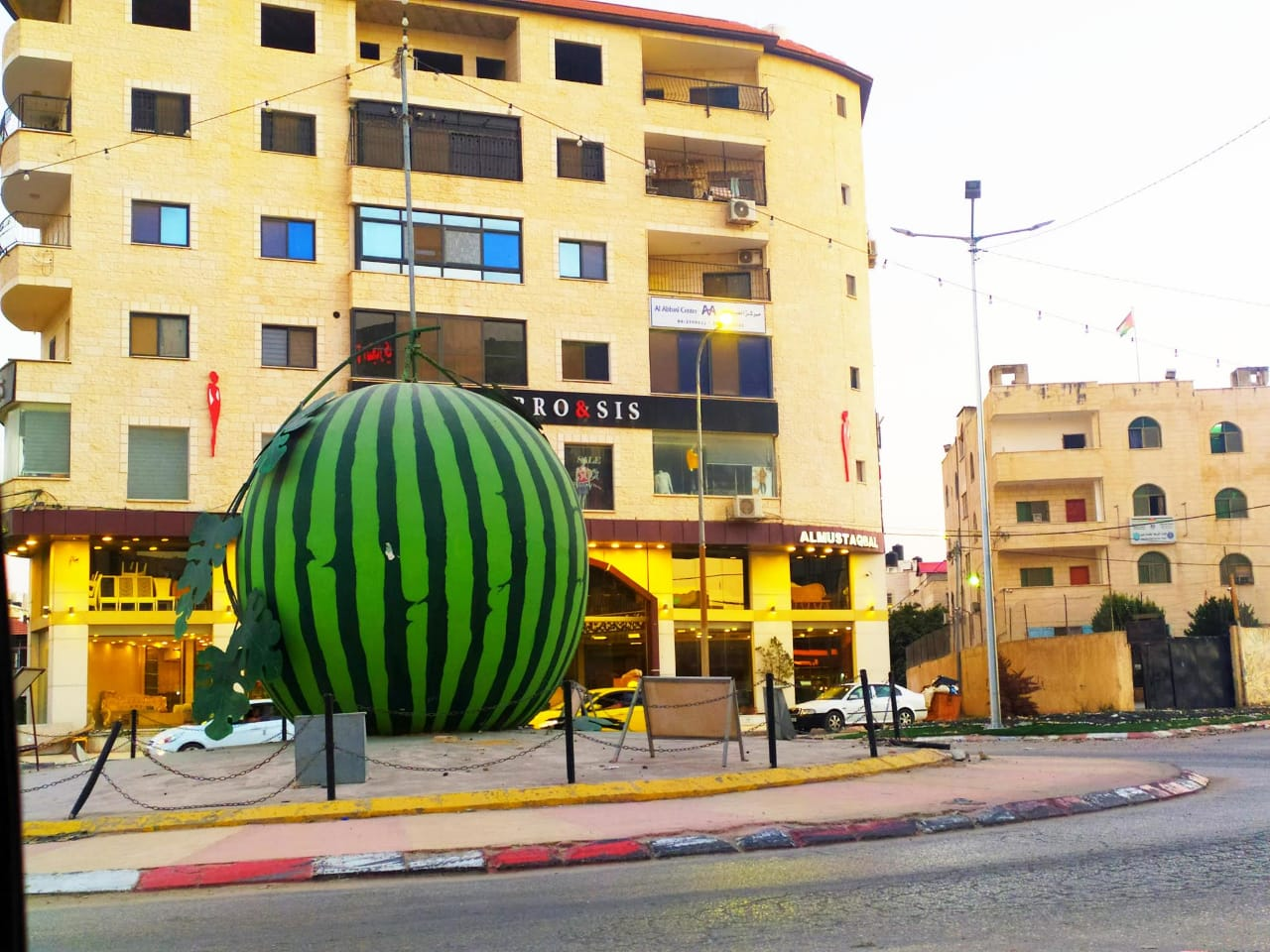
نحت البطيخ على دوار جنين فلسطين (يناير 2021)

يُعد البطيخ الأحمر رمزًا من رموز النضال ضد الاحتلال الإسرائيلي للأراضي الفلسطينية. بسبب تشابه ألوانه مع ألوان العلم الفلسطيني.

## الأصل

علم فلسطين

حظرت إسرائيل العلم الفلسطيني الملون باللون الأحمر والأخضر والأبيض والأسود، لذا فقد استخدم البطيخ المزروع محليًا والملون بشكل مماثل للعلم الفلسطيني، كبديلاً له لعقود من الزمن. وفي أعقاب الحرب العربية الإسرائيلية عام 1967، حظرت إسرائيل رفع العلم الفلسطيني وألوانه في قطاع غزة والضفة الغربية وضمت القدس الشرقية، واعتقل الجيش الإسرائيلي كل من يرفعه أو يحمله. وفي عام 1993، كجزء من اتفاقيات أوسلو، رفعت إسرائيل الحظر عن العلم الفلسطيني.

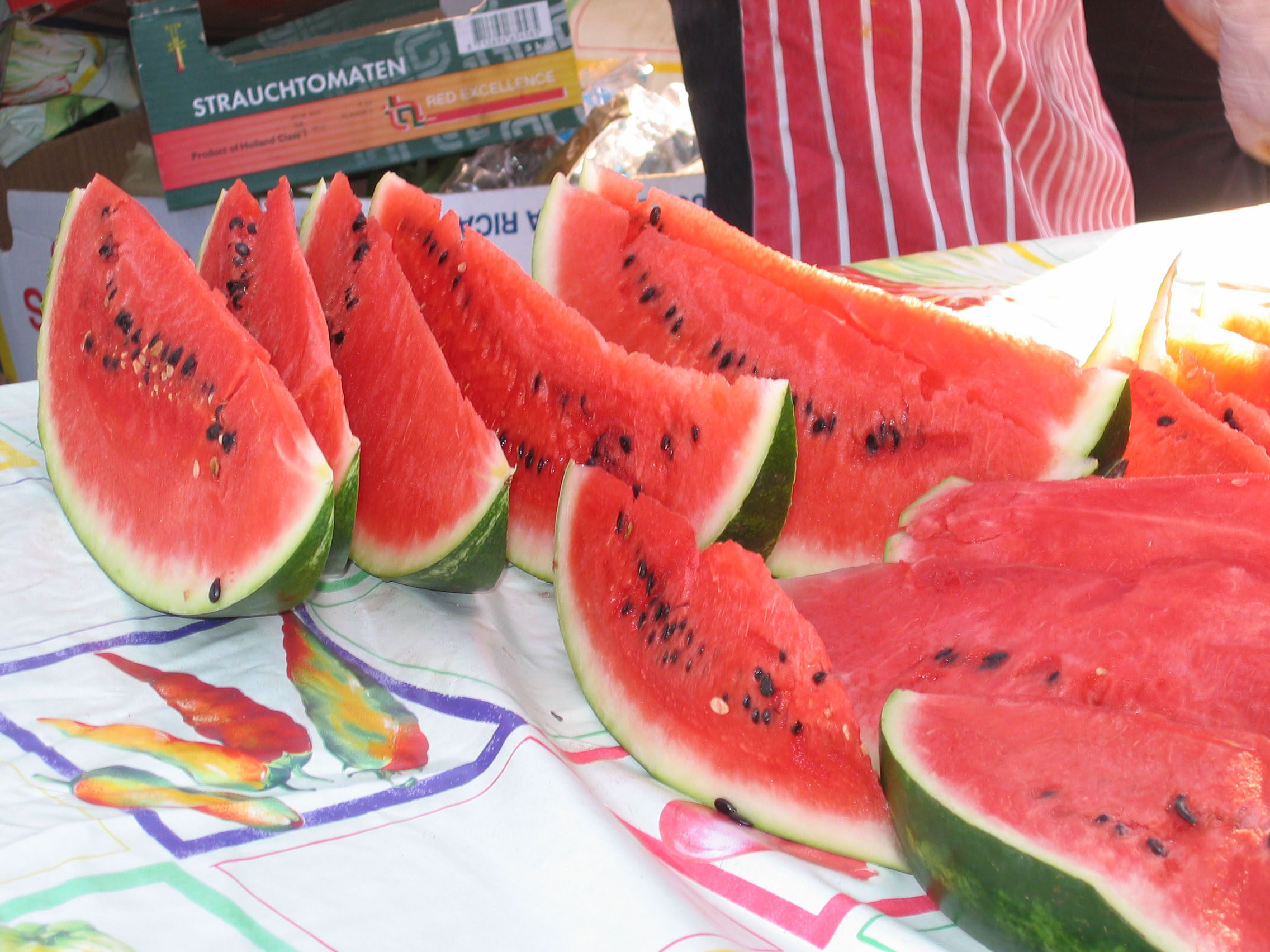
البطيخ الأحمر

## انبعاث
في عام 2023 حظرت وزارة الأمن القومي الإسرائيلية رفع العلم الفلسطيني في الأماكن العامة. وردًا على ذلك عرض العديد من الإسرائيليين ملصقات البطيخ التي تحمل عبارة "هذا ليس علمًا فلسطينيًا".
منذ اندلاع الحرب على غزة في عام 2023 شهد رمز البطيخ انتعاشًا في شعبيته. وقد استغل الأفراد ذلك وغالبًا ما يستخدمون رموز تعبيرية للبطيخ (🍉) على منصات التواصل الاجتماعي المختلفة لإظهار الدعم لفلسطين. على وجه الخصوص يمكن استخدام الرمز للالتفاف على الرقابة والحظر الخفي على بعض المنصات وتجنب الرموز الأكثر وضوحًا مثل الأعلام الفلسطينية.

## معرض الصور

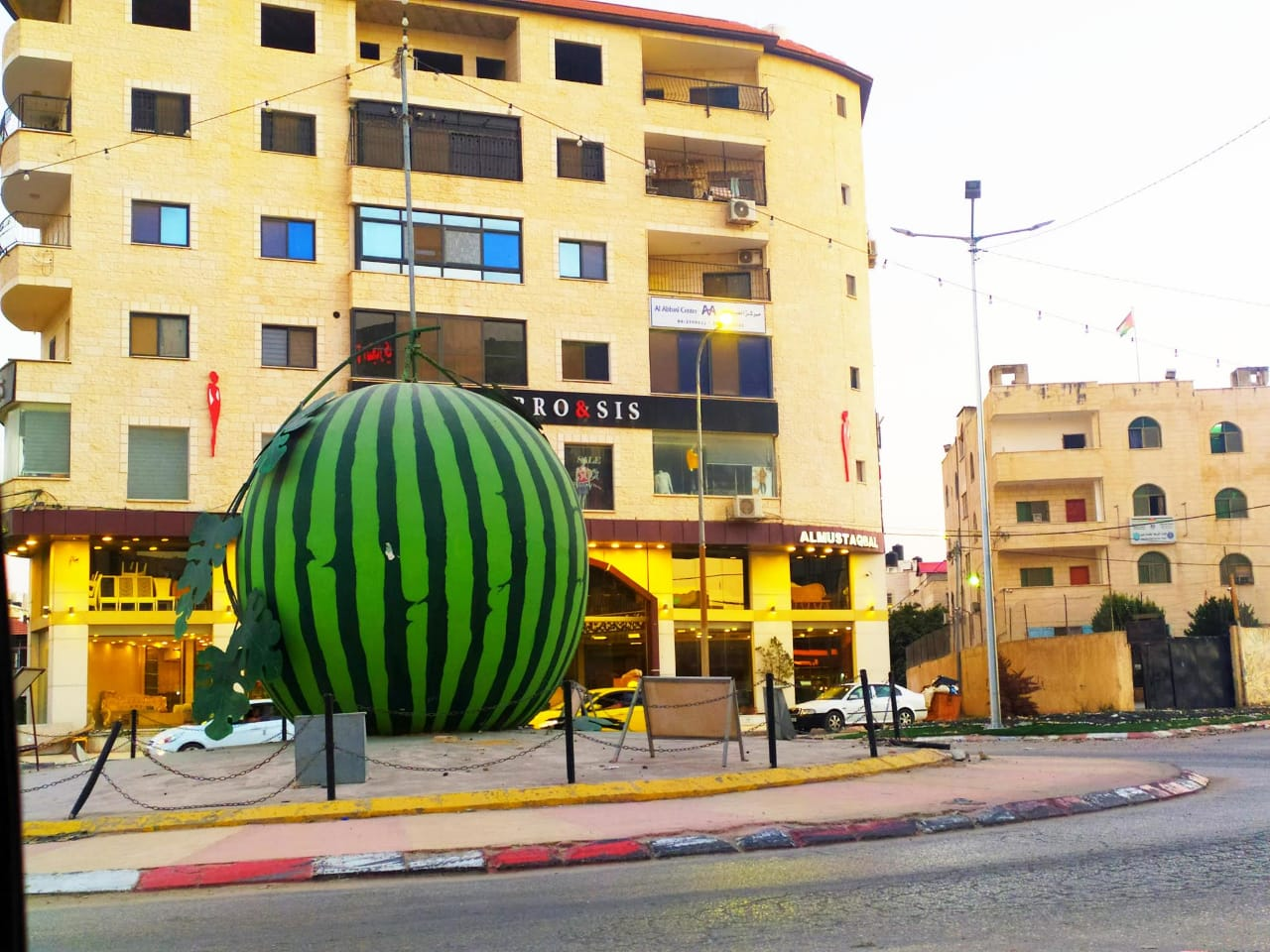
تمثال البطيخ في دوار في جنين فلسطين (يناير 2021)
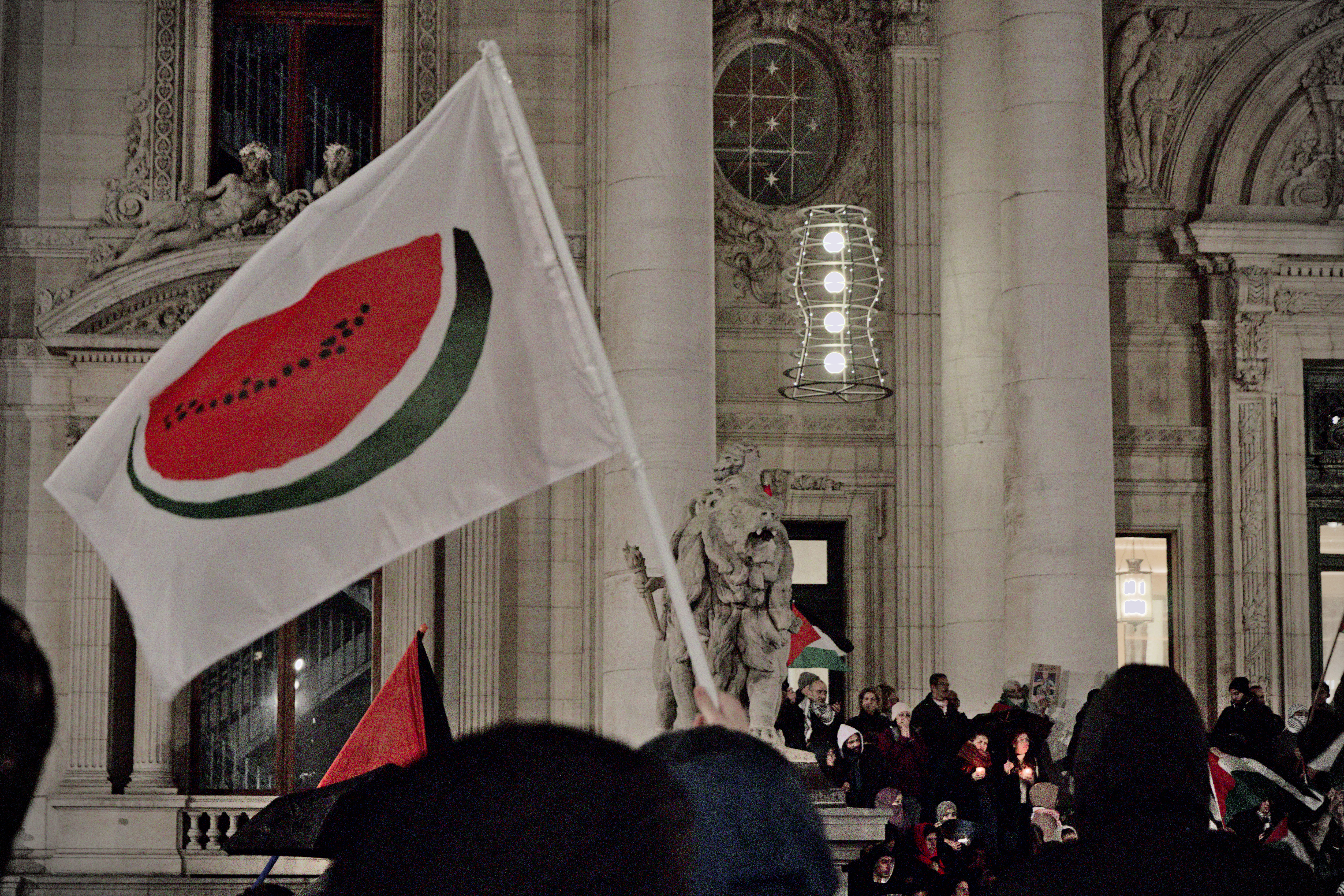
تجمع تضامني مع فلسطين في بروكسل (2023)
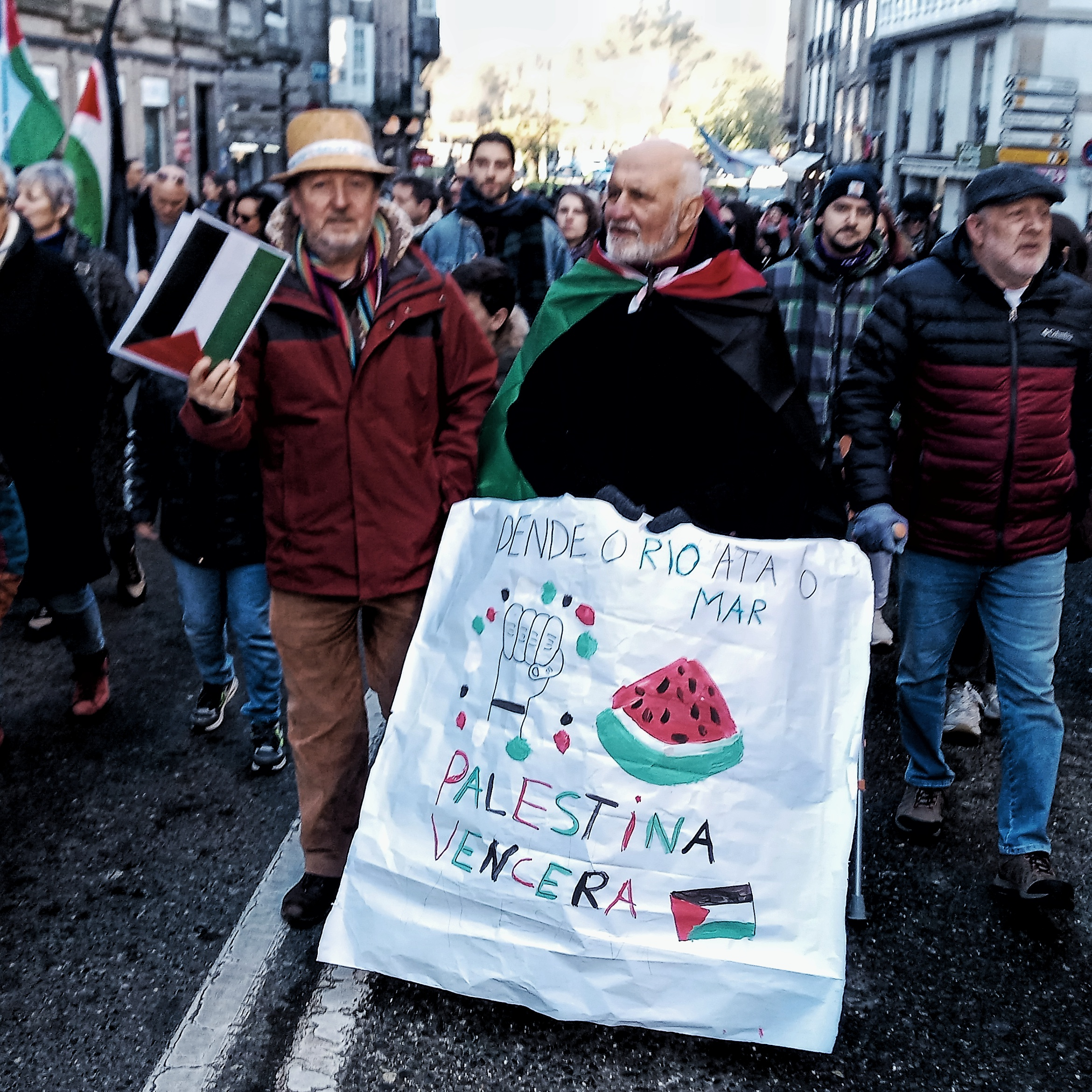
احتجاج مؤيد لفلسطين في سانتياغو دي كومبوستيلا إسبانيا (17 ديسمبر 2023)
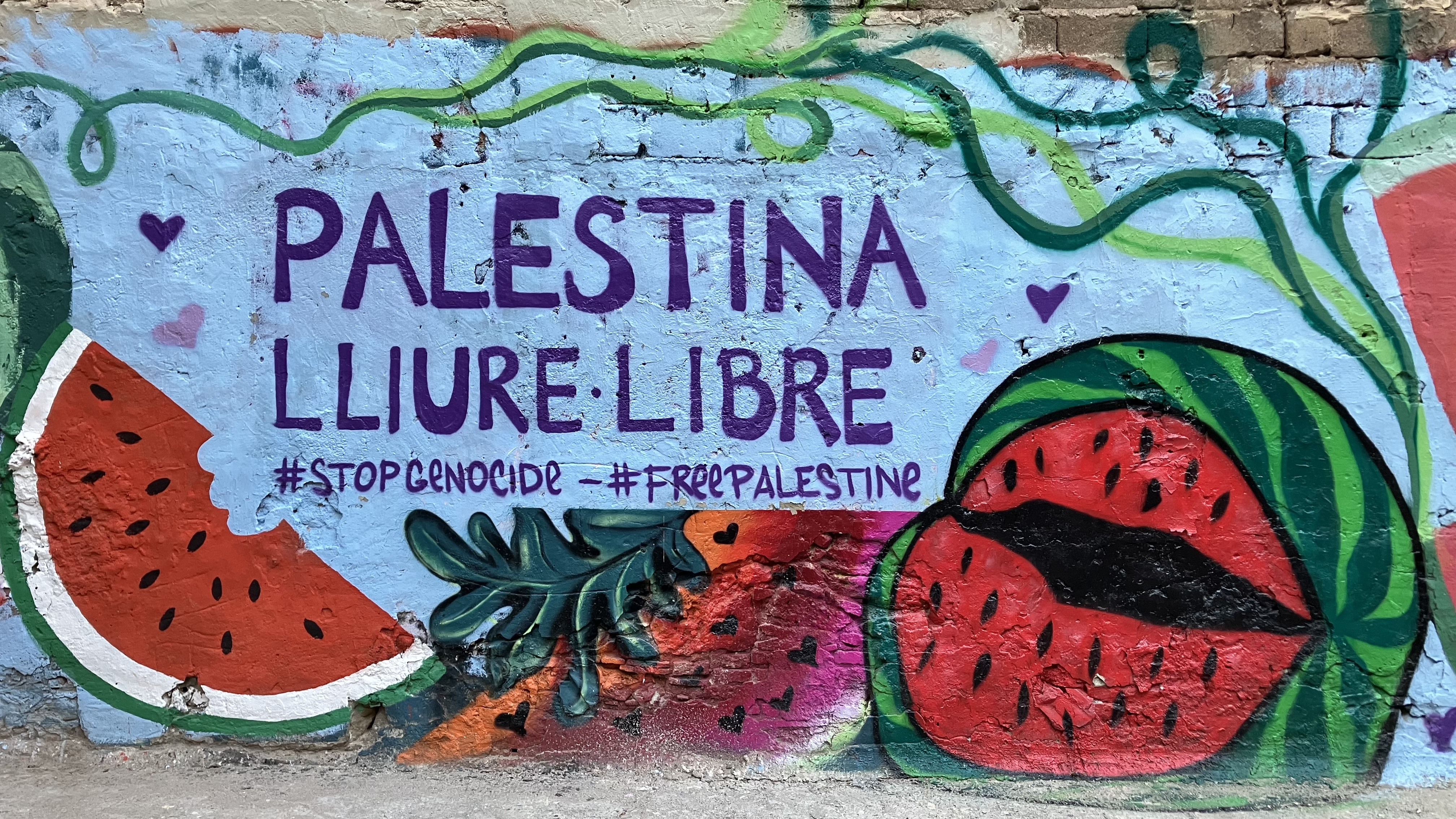
جدارية مرسومة على جدار في أحد شوارع برشلونة